# Lori de les palmeres
El lori de les palmeres (Charmosyna palmarum) és una espècie d'ocell de la família dels psitàcids que habita zones boscoses de les illes Salomó i Vanuatu.